# جير لونش
جير لونش (بالإنجليزية: Ger Lynch)‏ هو لاعب كرة القدم الغالية وممرض أيرلندي، ولد في 10 ديسمبر 1958 في Valentia Island ‏ في جمهورية أيرلندا.